# Islámábád
Islámábád (urdsky اسلام آباد‎ anglicky Islamabad) je hlavní město Pákistánu a centrum federálního teritoria Islámábád. Nachází se na plošině Potohar, mezi okresem Rawalpindi a národním parkem Margalla Hills na severu země a je deváté největší město v Pákistánu. Při sčítání lidu v roce 2017 zde žilo 2 006 572 obyvatel. V celé aglomeraci Islámábádu žijí asi 4 miliony obyvatel.
Město je politickým sídlem Pákistánu a je spravováno organizací Islamabad Metropolitan Corporation s podporou úřadu pro rozvoj kapitálu (CDA), bylo postaveno v 60. letech 20. století a stalo se hlavním městem místo dosavadního Karáčí.
Město má nejvyšší životní náklady v Pákistánu a jeho obyvatelstvo patří do vyšší střední třídy.
Ve městě se nachází Faisalova mešita, která je největší v jižní Asii.

## Etymologie
Jméno města Islamabad je odvozeno ze dvou slov: islám a abad, což znamená "město islámu". Islám je arabské slovo, které odkazuje na náboženství islámu a - abad je perské slovo, které znamená obydlené místo nebo město.

## Administrativní dělení
Hlavním správním orgánem města je islámská metropolitní korporace (IMC) spolu s Capital Development Authority (CDA), která dohlíží na plánování, vývoj, stavbu a správu města.
Islamabad Capital Territory je rozdělen do 8 zón: správní zóna, obchodní čtvrť, vzdělávací sektor, průmyslový sektor, diplomatická enkláva, obytné oblasti, venkovské oblasti a zelená oblast.
Město Islamabad je rozděleno do pěti hlavních oblastí: zóna I, zóna II, zóna III, zóna IV a zóna V. Z těchto oblastí je zóna IV největší v oblasti. Zóna I se skládá převážně ze všech rozvinutých rezidenčních sektorů, zatímco zóna II se skládá z nedostatečně rozvinutých rezidenčních sektorů. Každý bytový sektor je označen písmenem abecedy a má rozlohu asi 4 km2. Sektory jsou označeny písmeny A až I a každá zóna je rozděleno do čtyř číslovaných podsektorů.

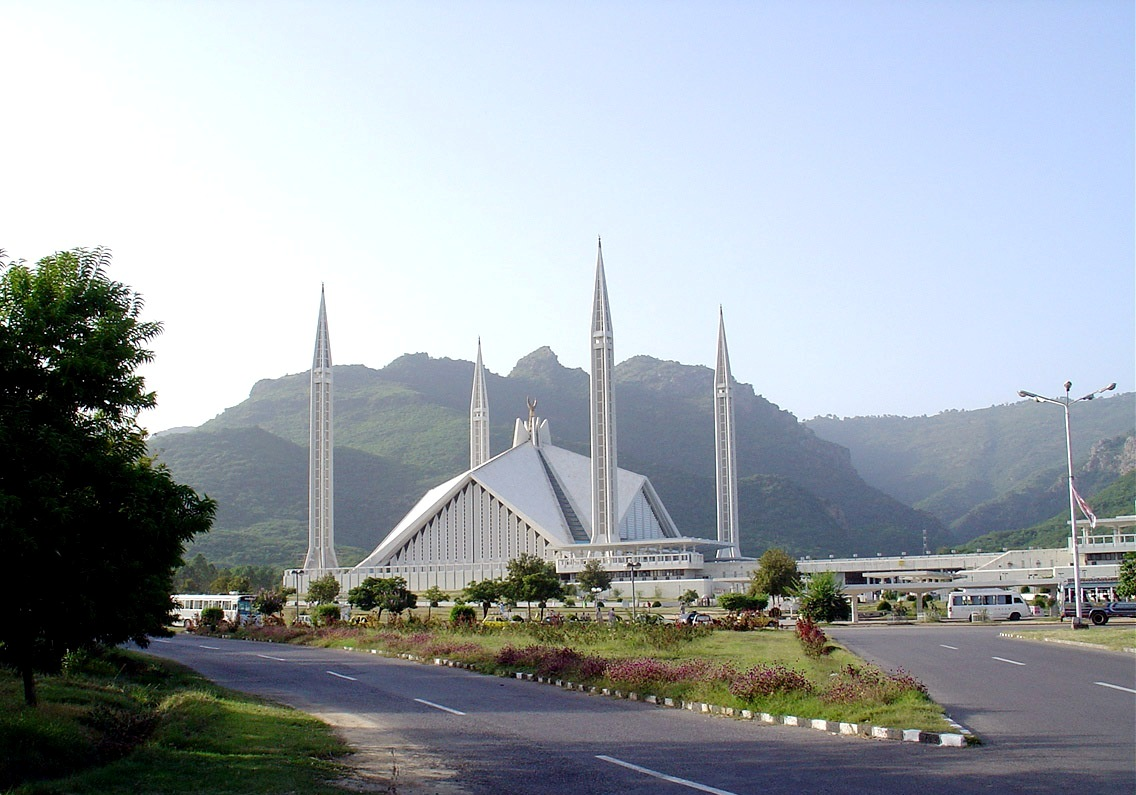
Mešita šáha Faisala v Islámábádu

## Historie
Oblast hlavního města, která se nachází na plošině Pothohar v regionu Punjab, je považována za jedno z nejdéle osídlených míst Asie. Některé z nejstarších artefaktů z doby kamenné ve světě se nacházely na náhorní plošině před 100 000 až 500 000 lety. Byly zde nalezeny keramiky a nádobí z pravěku.
Výkopy odhalily důkazy o prehistorické kultuře. Relikvie a lidské lebky byly nalezeny z období kolem roku 5000 př. Kr. Později oblast byla osídlena árijskou komunitou a kdysi zde existovalo buddhistické město.
Když Pákistán získal v roce 1947 nezávislost, jižní přístavní město Karáčí se stalo jeho hlavním městem. Tradičně byl vývoj v Pákistánu zaměřen na centrum Karáčí a prezident Ayub Khan chtěl, aby byl rovnoměrně rozdělen do všech krajů, protože se hlavní přístav nacházel na jižním konci země a činil jej zranitelným útoky z Arabského moře. Pákistán potřeboval hlavní město, které by bylo snadno dostupné ze všech částí země. Nově zvolená lokalita Islámábádu coby hlavního města byla blíže k armádnímu velitelství v Rawalpindi a ke spornému území Kašmír na severu.
V roce 1958 byla vytvořena komise pro výběr vhodného místa pro hlavní město s důrazem na požadavky na umístění, klima, logistiku a obranu spolu s dalšími atributy. Po rozsáhlém studiu, výzkumu a důkladném přezkoumání potenciálních lokalit komise doporučovala oblast severovýchodně od Rawalpindi. Teprve v roce 1966 bylo město Islámábád kompletně dokončeno tak, aby reprezentovalo Pákistán.
Islámábád přilákal lidi z celého Pákistánu, čímž se stal jedním z nejvíce kosmopolitních a urbanizovaných měst Pákistánu. Jako hlavní město hostilo řadu významných setkání, jako je summit Jihoasijské asociace pro regionální spolupráci.
V říjnu 2005 město utrpělo četné škody kvůli zemětřesení o síle až 7,6 Richterovy stupnice, zemřelo kolem 20 tisíc lidí. Islámábád zaznamenal řadu teroristických incidentů, včetně obléhání mešity Lal Masjid v červenci 2007 a bombardování dánské ambasády v červnu 2008. Rok 2014 přinesl zásadní změny v Islámábádu. Kromě masivní výstavby bytových domů bylo postaveno zcela nové nádraží Rawalpindi-Islamabad Metrobus.

## Partnerská města
- Abú Zabí, Spojené arabské emiráty
- Ammán, Jordánsko
- Ankara, Turecko (1982)
- Astana, Kazachstán
- Baku, Ázerbájdžán (2024)
- Jakarta, Indonésie (1984)
- Madrid, Španělsko
- Minsk, Bělorusko (2016)
- Peking, Čína (1993)
- Soul, Jižní Korea